# Radio Primordial
Radio Primordial es una estación de radio chilena que transmite en la ciudad de Rancagua a través del 97.9 MHz del dial FM

## Historia

### Inicios
Radio Primordial parte sus transmisiones en el año 1988. Sus estudios se encontraban en una primera etapa en el 5° piso del edificio comercial Cobrecol, que está en pleno centro de la ciudad de Rancagua. Hace algunos años se trasladó a sus actuales ubicaciones en la Alameda Bernardo O'Higgins de la ciudad, a pocos metros del Terminal O'Higgins.
Radio Primordial 96.1 MHz, inicio sus transmisiones el año 1995  en la ciudad de Curicó y tuvo sus estudios en la avenida Camilo Henríquez 670 y su planta transmisora en el cerro Condell. Esta emisora transmitió hasta el diciembre del año 2017 ya que su frecuencia 96.1 FM, fue vendida a Radio Universidad de Talca.

### Estilo
La tendencia musical de la emisora ha hecho único su estilo en el dial de la ciudad. En un principio, Primordial FM tocaba música orquestada, evocando los estilos iniciales de radios El Conquistador o San Cristóbal FM. Desde 2010, giró su estilo mezclando música anglo de los años 80 y 90, con el jazz.
Además, dentro de su programación, tiene un espacio diario dedicado al folclore, que va de lunes a sábado al mediodía.